# ちゃんぽん雅
ちゃんぽん雅（ - みやび）は日本の漫画家。成人向け漫画作品を手掛けている。代表作は全8巻の長期シリーズとなった『おねーさん天国』。

## 作品一覧
単行本
- おねーさん天国 シリーズ（桃園書房、トーエンコミックス、全8巻）[注 1]
  1. おねーさん天国
  2. おねーさん調教日記
  3. おねーさん巨乳艶技
  4. おねーさん淫乱教室
  5. おねーさん爆乳堕天使
  6. おねーさん巨乳肉欲奴隷
  7. おねーさん巨乳緊縛淫戯
  8. おねーさん輪姦女教師
- 超おねーさん天国 シリーズ[注 2]（松文館、別冊エースファイブコミックス、全7巻）[注 3]
  1. 超おねーさん天国
  2. 超おねーさん天国・禁断編
  3. 超おねーさん天国・肉欲編
  4. 超おねーさん天国・近親編
  5. 超おねーさん天国・淫職編
  6. 超おねーさん天国・転落編
  7. 超おねーさん天国・完結編
- 母はセクシーアイドル（双葉社『アクションピザッツ』掲載[注 4]、アクションコミックス、全2巻）[注 1]
- ママが教えてアゲル（双葉社『アクションピザッツ』掲載[注 4]、アクションコミックス、単巻）[注 1]
- ツマみぐい（竹書房『ナマイキッ!』掲載[注 5]、バンブーコミックスNAMAIKI SELECT、単巻[1]）[注 1]
- 母と姉と僕と（双葉社『アクションピザッツ』[注 4]→『アクションピザッツDX』掲載[注 6]、アクションコミックス、全2巻）[注 1]
- 淫母飼育 ママペット（辰巳出版『COMICペンギンセレブ』掲載[注 7]、富士美出版・富士美コミックス刊、単巻）[注 3]
- 双母（双葉社『アクションピザッツDX』掲載[注 6]、アクションコミックス、全2巻）[注 1]
- ツマ恋専科（竹書房『ナマイキッ!』掲載[注 5]、バンブーコミックスNAMAIKI SELECT、単巻[2]）[注 1]
- 人妻マンション楓（双葉社『アクションピザッツDX』掲載[注 6]、アクションコミックス、全2巻）[注 1]
- ケーケン!小鳥遊ルリのエロまんが道（双葉社『アクションピザッツDX』掲載[注 6]、エンジェル出版・エンジェルコミックス刊、単巻）[注 1]
- 変態姦測（DMM.com配信雑誌『コミックマグナム』掲載、ジーオーティー・マグナムコミック刊、単巻）[注 3]
- はたらく人妻の気になる恋愛活動（竹書房『ナマイキッ!』掲載[注 5]、バンブーコミックスCOLORFUL SELECT、単巻[3]）[注 1]

## 師匠
ひすゎし(田中久志
)